# Paul Codrea
Paul Constantin Codrea, mais conhecido como Paul Codrea (Timișoara, 4 de abril de 1981), é um ex-futebolista romeno que atuava como meia. Atualmente, exercendo a função de treinador de futebol.